# Джэксон (Миннесота)
Джэ́ксон (англ. Jackson) — город в округе Джэксон, штат Миннесота, США. На площади 10,4 км² (9,8 км² — суша, 0,5 км² — вода), согласно переписи 2002 года, проживают 3501 человек. Плотность населения составляет 355,9 чел./км².
- Телефонный код города — 507
- Почтовый индекс — 56143
- FIPS-код города — 27-31562[1]
- GNIS-идентификатор — 0645559[2]